# Cresciano
Cresciano est une localité et une ancienne commune suisse du canton du Tessin, située dans le district de Riviera.
Le village est connu pour son site d'escalade situé juste dans les hauteurs de la commune.

## Histoire

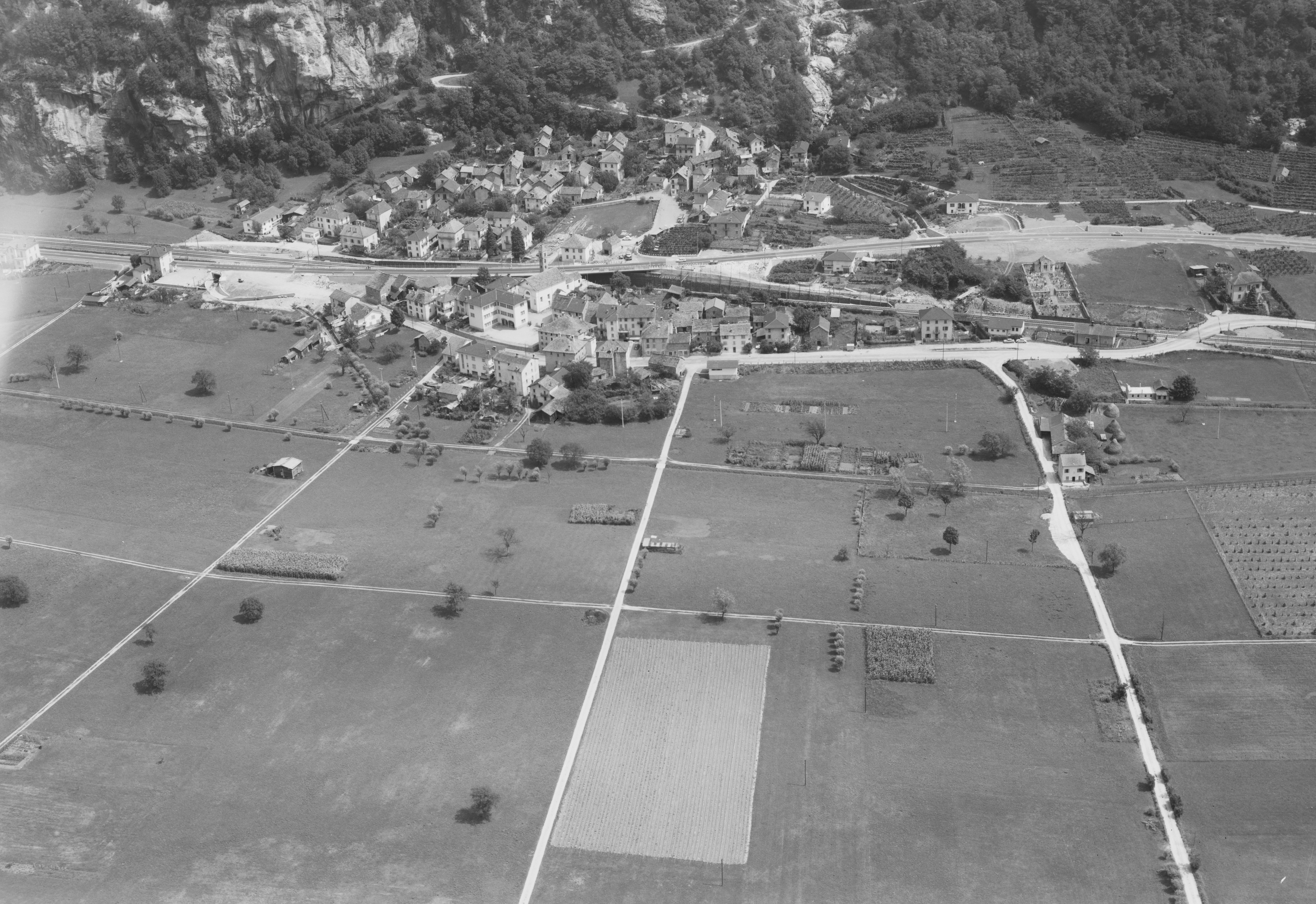
Photo aérienne (1964)

Le 2 avril 2017, la commune est rattachée à la nouvelle commune de Riviera.

## Géographie

### Situation
Cresciano est situé dans le sud-est de la Suisse à 20 km au nord-est de Locarno. Il se trouve le long de l'autoroute A2 qui passe par le tunnel du Saint-Gothard. Le village se situe dans un des méandres de la rivière Ticino, au pied du Pizzo di Claro.

## Démographie
Selon l'Office fédéral de la statistique, Cresciano possède 699 habitants fin 2022. Sa densité de population atteint 41 hab./km2.

## Sport
Cresciano est connu pour son site d'escalade situé au-dessus du village dans le Val di Cresciano. Ce lieu spécifiquement consacré à l'escalade en bloc, est mondialement réputé pour certains de ses blocs d'une difficulté extrême comme Dreamtime (8C/V15) ou The Story of 2 worlds (8C/V15).